# Borgo Roma

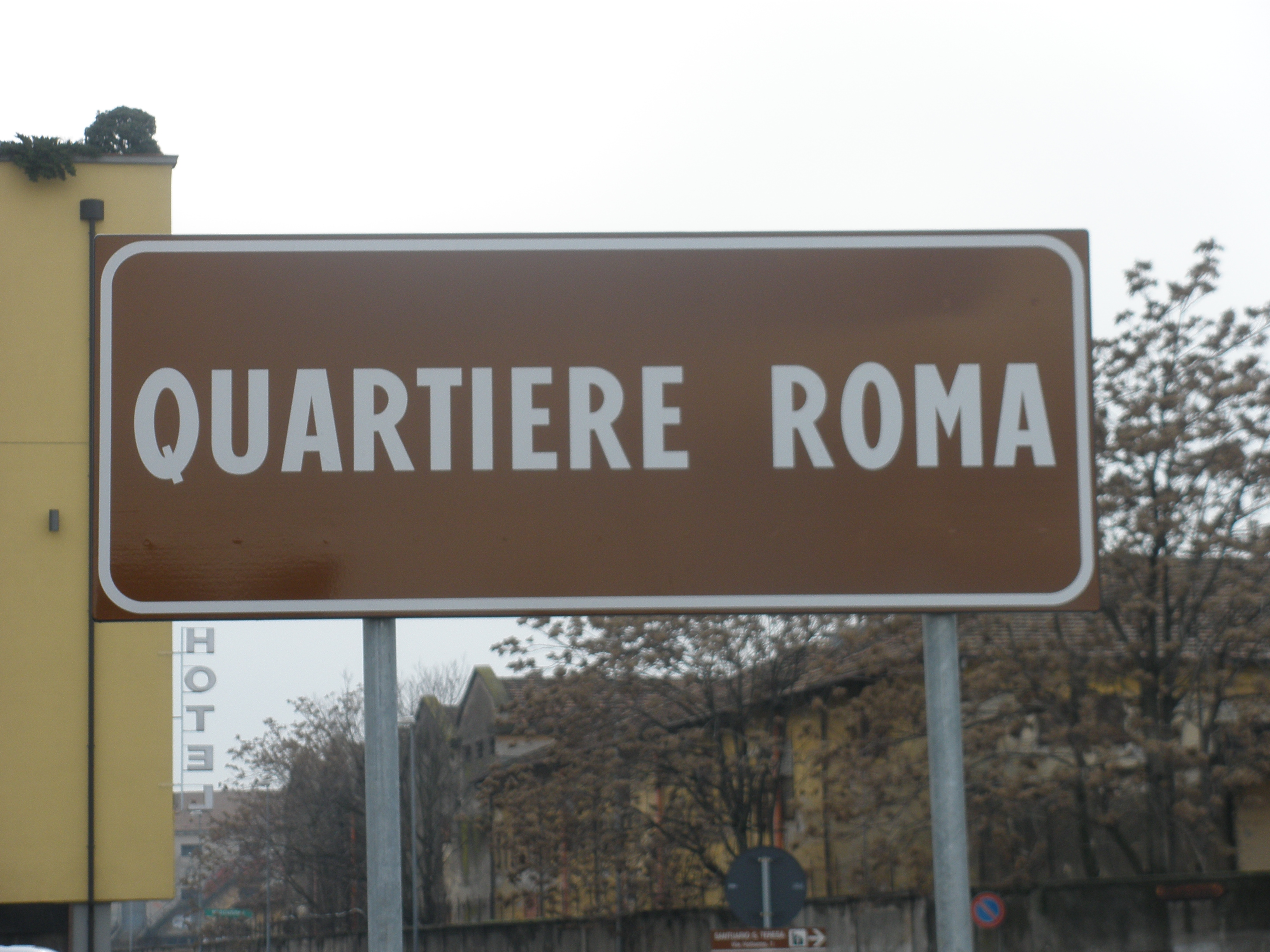
Cartello stradale "Quartiere Roma" che segna l'entrata al quartiere

Borgo Roma, chiamato anche quartiere Roma, è un quartiere di Verona che dista circa 2 km dal centro, si estende nella zona meridionale della città, per l'appunto verso Roma, da Basso Acquar fino a Palazzina. Il quartiere è abitato da 29.204 persone, fa parte della 5ª circoscrizione e confina a nord con il centro storico e la zona di Porta Nuova, ad est con Porto San Pancrazio e San Michele Extra, a ovest con Golosine e Santa Lucia, a sud con Cadidavid ed i comuni di Castel d'Azzano e San Giovanni Lupatoto. Da questo quartiere partono importanti arterie viarie della provincia di Verona (strade per Bovolone, Cerea, Legnago, Nogara-Modena).

## Zone
Volendo adottare la nomenclatura utilizzata dal Comune di Verona per finalità amministrative e statistiche, l'area di Borgo Roma comprende le c.d. zone omogenee di: 
- Palazzina
- Pestrino
- Polidore (San Matteo)
- I Maggio
- San Giacomo
- Tomba
- Tombetta
- Z.A.I. (di Borgo Roma)
- Genovesa - Gelmetto
- La Rizza

L'area di Cadidavid include le zone: 
- Cadidavid - centro
- Marchesino

Si precisa che la suddetta divisione in zone omogenee potrebbe divergere, seppure in maniera contenuta, rispetto al modo in cui i quartieri vengono abitualmente identificati dagli abitanti degli stessi, sia riguardo alla toponomastica, sia alla ripartizione territoriale.

## Storia

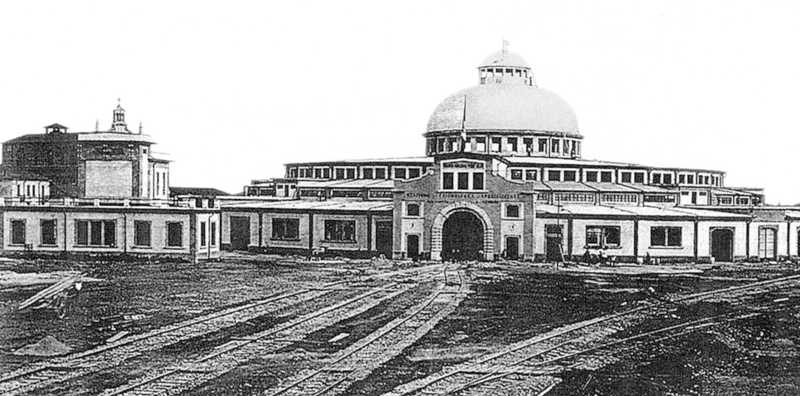
Magazzini a Verona in Borgo Roma in una foto d'epoca.

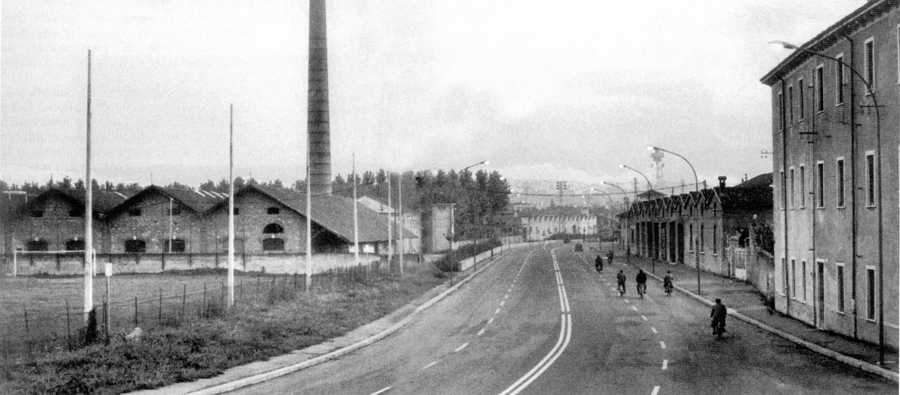
Via Basso Acquar nel 1955.

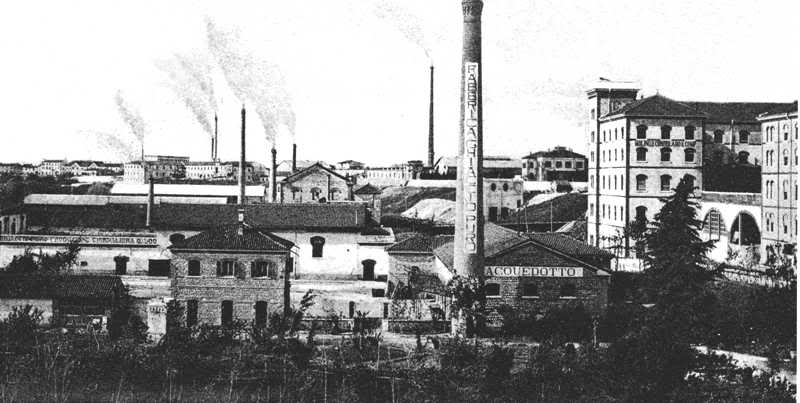
Fabbrica del ghiaccio in Basso Acquar.

Notizie riguardanti il territorio di Borgo Roma si hanno già nel Quattrocento, quando la città era sotto il dominio della Repubblica di Venezia, con i primi nuclei abitativi inizialmente nelle zone di San Giacomo e Cadidavid. A San Giacomo, già nel Medioevo, era presente l'ospizio che dava possibilità di cure soprattutto ai lebbrosi. Nel XVII secolo compaiono anche le zone di Tomba e Tombetta.
Una svolta nella vita e nell'assetto del quartiere si ha nei primi dell'Ottocento con l'inizio di una grande opera difensiva che la città, allora  sotto il dominio austriaco, intraprese tramite la costruzione di un sistema di forti che toccava quasi tutta l'area a sud di Verona.
Nel 1882 la piena dell'Adige provocò ingenti danni al quartiere e richiese una soluzione immediata:    la costruzione  del Canale Giuliari prima e poi del Canale Camuzzoni tra il 1883 e il 1885, che attraversa l'area e che è utilizzato tutt'oggi per la produzione di energia elettrica. Una volta ultimata l'opera il quartiere cambia radicalmente la sua vocazione e conosce un importante sviluppo: Basso Acquar diventa una zona ricca di fabbriche, la più importante è la cartiera “Fedrigoni”, distrutta durante la seconda guerra mondiale e poi ricostruita, che offriva opportunità di lavoro a molti giovani del luogo.
Negli anni trenta del XX secolo la crescita industriale continua con la costruzione dei magazzini generali e della nuova stazione. Nel quartiere però mancavano ancora abitazioni perciò iniziarono svariati progetti residenziali soprattutto nei quartieri di Tomba e Tombetta.
Negli anni cinquanta-sessanta del Novecento nascono la zona fieristica e la ZAI a ovest di Tomba, e il mercato ortofrutticolo.

## Architetture religiose
- Santa Teresa del Bambin Gesù (Tombetta)
- San Giacomo
- San Giovanni Battista (Tomba)
- Gesù Divino Lavoratore (I Maggio)
- San Matteo Apostolo
- San Giovanni Battista (Cadidavid)
- San Zeno alla Zai (ZAI)

## Istruzione

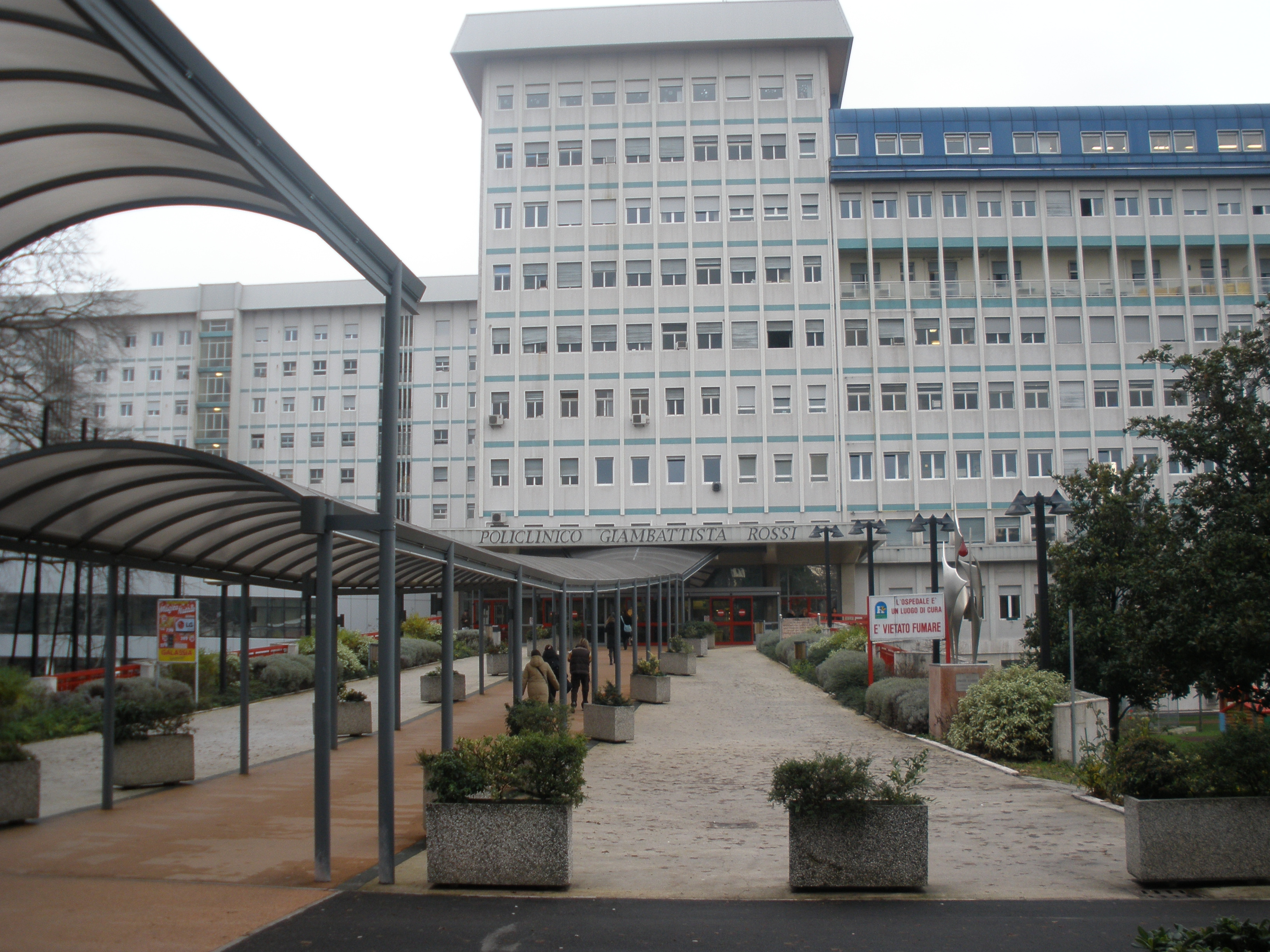
Entrata dell'ospedale di Borgo Roma "Giambattista Rossi", sede della Facoltà di Medicina e Chirurgia.

- Scuola elementare "Edmondo De Amicis"
- Scuola elementare "Bartolomeo Giuliari"
- Scuola elementare "Angela Busti"
- Scuola media "Egidio Meneghetti"
- Scuola media "Mario Mazza"
- Scuola media "Emilio Salgari"
- Istituto Tecnico "Luigi Einaudi"
- Liceo Scientifico "Galileo Galilei"
- Istituto paritario "San Giuseppe"

Università degli Studi di Verona - Cittadella della scienza e della tecnologia:
- Facoltà di Medicina e Chirurgia
- Facoltà di Scienze Matematiche, Fisiche e Naturali

## Progetti
Negli ultimi anni le istituzioni del quartiere  si sono impegnate nella riqualificazione del territorio. In particolare per quanto riguarda le aree verdi, sacrificate per lo sviluppo industriale, è stato realizzato un parco in via San Giacomo che è il principale polmone verde del quartiere. 

## Altro
- Borgo Roma dista circa 2 km dalla stazione Porta Nuova, la principale della città.
- In Borgo Roma si trova il policlinico Giambattista Rossi all'interno del quale si trova la facoltà di medicina e chirurgia.
- A ovest del quartiere si trova il polo fieristico.
- A circa 2,5 km si trova l'entrata dell'Autostrada A4 Milano-Venezia.